# Kim Coates
Kim Coates (Saskatoon, 1959) é um ator canadiano(português europeu) ou canadense (português brasileiro) que trabalhou tanto em filmes canadenses quanto em filmes estadunidenses e também participou de algumas séries de TV. Ele também trabalhou no teatro da Broadway, interpretando Stanley Kowalski em A Streetcar Named Desire e em um papel principal de Macbeth, no teatro de Stratford. Coates nasceu em  Saskatoon, filho de Joyce Coates. Ele vive em Los Angeles, Califórnia com a sua esposa e duas filhas, Kyla e Brenna.

## Filmografia
- Ghost Wars (2017) como Billy McGrath
- Resident Evil: Afterlife (2010) como Bennett
- OS BAD BOYS (1995) no inicio do filme como assaltante
- Sons Of Anarchy (2008-2014) como Alex "Tig" Trager
- Smallville
- CSI: NY como Detetive Vicaro
- Skinwalkers (2006) como Zo
- King of Sorrow (2006) como Steve Serrano
- Silent Hill (2006) como Policial Gucci
- Prison Break
- The Island (2005) como Charles Whitman
- Hostage (2005) como The Watchman
- Assault on Precinct 13 (2005) como Rosen
- Open Range (2003) como Butler
- Full Disclosure (2001) como Dave Lewis
- Black Hawk Down (2001) como Tim 'Griz' Martin
- Pearl Harbor (2001) como Jack Richards
- Ghost Hunter D (2000) como Ghost Hunter X
- Battlefield Earth (2000) como Carlo
- Lethal Tender (1997) como Montessi
- Crash (1996) como Palmer Davis
- Waterworld (1995) como Drifter
- The Client (1994) como Paul Gronke
- The Last Boy Scout (1991) como Chet
- The Amityville Curse (1990) como Frank
- Godless (2017)